# Nigeria aux Jeux olympiques d'été de 2008
Le Nigeria participe aux Jeux olympiques d'été de 2008 à Pékin.

## Liste des médaillés nigérians

### Médailles d'or
| Sport              | Discipline | Sportifs | Performance |
| Médailles d'or : 0 |            |          |             |

### Médailles d'argent
| Sport                  | Discipline           | Sportifs                                                            | Performance             |
| Médailles d'argent : 3 |                      |                                                                     |                         |
| Football               | Football (H)         | Équipe du Nigeria de football                                       | Nigeria 0 - 1 Argentine |
| Athlétisme             | Relais 4 × 100 m (F) | Ene Franca Idoko Gloria Kemasuode Halimat Ismaila Oludamola Osayomi | 43 s 04                 |
| Athlétisme             | Saut en longueur (F) | Blessing Okagbare                                                   | 6,91 m                  |

### Médailles de bronze
| Sport                   | Discipline   | Sportifs                   | Performance               |
| Médailles de bronze : 2 |              |                            |                           |
| Taekwondo               | + 80 kg (H)  | Chika Yagazie Chukwumerije | Nigeria 5 - 3 Ouzbékistan |
| Plus de 75 kg (F)       | Mariam Usman | 265 kg                     |                           |

## Athlètes nigérians par sports[3]

### Athlétisme

#### Hommes
| Athlète           | Épreuve               | Séries  | Séries | Quarts de finale | Quarts de finale | Demi-finales | Demi-finales | Finale | Finale |
| Athlète           | Épreuve               | Temps   | Rang   | Temps            | Rang             | Temps        | Rang         | Temps  | Rang   |
| ----------------- | --------------------- | ------- | ------ | ---------------- | ---------------- | ------------ | ------------ | ------ | ------ |
| Olusoji Fasuba    | 100 mètres            | 10 s 29 | 2e     | 10 s 21          | 4e               | -            | -            | -      | -      |
| Obinna Metu       | 100 mètres            | 10 s 34 | 2e     | 10 s 27          | 6e               | -            | -            | -      | -      |
| Uchenna Emedolu   | 100 mètres            | 10 s 46 | 4e     | -                | -                | -            | -            | -      | -      |
| Obinna Metu       | 200 mètres            | 20 s 62 | 1er    | 20 s 65          | 6e               | -            | -            | -      | -      |
| James Godday      | 400 mètres            | 45 s 49 | 2e     | NC               | NC               | 45 s 24      | 6e           | -      | -      |
| Saul Weigopwa     | 400 mètres            | 45 s 19 | 2e     | NC               | NC               | 45 s 02 (SB) | 5e           | -      | -      |
| Selim Nurudeen    | 110 mètres haies      | 13.58   | 3e Q   | 13.66            | 4e               | -            | -            | -      | -      |
| Onyeabor Ngwagogu | Relais 4 × 100 mètres | Abandon | /      | -                | -                | -            | -            | -      | -      |
| Obinna Metu       | Relais 4 × 100 mètres | Abandon | /      | -                | -                | -            | -            | -      | -      |
| Chinedu Oriala    | Relais 4 × 100 mètres | Abandon | /      | -                | -                | -            | -            | -      | -      |
| Uchenna Emedolu   | Relais 4 × 100 mètres | Abandon | /      | -                | -                | -            | -            | -      | -      |

#### Femmes
| Épreuve               | Athlète                 | Séries      | Séries | Quarts de finale | Quarts de finale | Demi-finales | Demi-finales | Finale      | Finale            |
| Épreuve               | Athlète                 | Résultat    | Rang   | Résultat         | Rang             | Résultat     | Rang         | Résultat    | Rang              |
| --------------------- | ----------------------- | ----------- | ------ | ---------------- | ---------------- | ------------ | ------------ | ----------- | ----------------- |
| 100 mètres            | Halimat Oyinoza Ismaila | 11.72       | 4e     | -                | -                | -            | -            | -           | -                 |
| 100 mètres            | Ene Franca Idoko        | 11.61       | 4e Q   | 11.66            | 7e               | -            | -            | -           | -                 |
| 100 mètres            | Oludamola Osayomi       | 11.13       | 1er Q  | 11.28            | 2e Q             | 11.44        | 8e           | -           | -                 |
| 200 mètres            | Gloria Kemasuode        | 23.72       | 6e     | -                | -                | -            | -            | -           | -                 |
| 200 mètres            | Oludamola Osayomi       | 23.31       | 3e Q   | 23.27            | 6e               | -            | -            | -           | -                 |
| 400 mètres            | Folashade Abugan        | 51.45       | 3e Q   | NC               | NC               | 51.30        | 6e           | -           | -                 |
| 400 mètres            | Joy Eze                 | 51.97       | 4e Q   | NC               | NC               | 51.87        | 5e           | -           | -                 |
| 400 mètres            | Ajoke Odumosu           | 51.39       | 3e Q   | NC               | NC               | 52.45        | 7e           | -           | -                 |
| 100 mètres haies      | Olutoyin Augustus       | 13.34       | 7e     | -                | -                | -            | -            | -           | -                 |
| Relais 4 × 100 mètres | Ene Franca Idoko        | 43.43       | 4e Q   | NC               | NC               | NC           | NC           | 43.04       | Médaille d'argent |
| Relais 4 × 100 mètres | Gloria Kemasuode        | 43.43       | 4e Q   | NC               | NC               | NC           | NC           | 43.04       | Médaille d'argent |
| Relais 4 × 100 mètres | Halimat Ismaila         | 43.43       | 4e Q   | NC               | NC               | NC           | NC           | 43.04       | Médaille d'argent |
| Relais 4 × 100 mètres | Oludamola Osayomi       | 43.43       | 4e Q   | NC               | NC               | NC           | NC           | 43.04       | Médaille d'argent |
| Relais 4 × 400 mètres | Joy Eze                 | 3 min 24.10 | 4e Q   | NC               | NC               | NC           | NC           | 3 min 23.74 | 5e                |
| Relais 4 × 400 mètres | Folashade Abugan        | 3 min 24.10 | 4e Q   | NC               | NC               | NC           | NC           | 3 min 23.74 | 5e                |
| Relais 4 × 400 mètres | Olouma Nwoke            | 3 min 24.10 | 4e Q   | NC               | NC               | NC           | NC           | 3 min 23.74 | 5e                |
| Relais 4 × 400 mètres | Ajoke Odumosu           | 3 min 24.10 | 4e Q   | NC               | NC               | NC           | NC           | 3 min 23.74 | 5e                |
| Saut en longueur      | Blessing Okagbare       | 6,59m       | 5e     | NC               | NC               | NC           | NC           | 6,91m       | Médaille d'argent |
| Triple saut           | Chinonye Ohadugha       | 13,29m      | 16e    | -                | -                | -            | -            | -           | -                 |
| Saut en hauteur       | Doreen Amata            | 1,89m       | 7e     | -                | -                | -            | -            | -           | -                 |
| Lancer du poids       | Vivian Chukwuemeka      | 17,15m      | 10e    | -                | -                | -            | -            | -           | -                 |

| Hommes - 100 m : - Uchenna Emedolu - Obinna Metu - Olusoji Fasuba - 200 m : - Obinna Metu - 400 m : - Saul Weipogwa - James Godday - 110 m haies : - Selim Nurudeen - Relais 4×100 m : - Onyeabor Ngwogu, Obinna Metu, Chinedu Oriala et Uchenna Emedolu | Femmes - 100 m : - Oludamola Osayomi - Franca Idoko - Halimat Ismaila - 200 m : - Oludamola Osayomi - Gloria Kemasuode - 400 m : - Joy Amechi Eze - Folashade Abugan - Ajoke Odumosu - 100 m haies : - Olutoyin Augustus - Lancer de poids : - Vivian Chukwuemeka - Saut en longueur : - Blessing Okagbare - Triple saut : - Chinonyelum Pius Ohadugha - Saut en hauteur : - Doreen Amata - Relais 4×100 m : - Franca Idoko, Gloria Kemasuode, Agnes Osazuwa et Oludamola Osayomi - Relais 4×400 m : - Folashade Abugan, Joy Amechi Eze, Oluoma Nwoke et Ajoke Odumosu |

### Badminton
Femmes
- Simple :
  - Grace Daniel

### Boxe
Hommes
- 91 kg (poids lourd) :
  - Olanrewaju Durodola
- + 91 kg (poids super-lourd) :
  - Onoriode Ohwarieme

| Athlète             | Catégorie                  | 16e de finale        | 8e de finale           | Quart de finale     | Demi-finale         | Finale              |
| Athlète             | Catégorie                  | Adversaire Résultat  | Adversaire Résultat    | Adversaire Résultat | Adversaire Résultat | Adversaire Résultat |
| ------------------- | -------------------------- | -------------------- | ---------------------- | ------------------- | ------------------- | ------------------- |
| Rasheed Lawal       | Poids plumes (-60kg)       | NC                   | Javakhyan Défaite 0-12 | -                   | -                   | -                   |
| Dauda Izobo         | Poids mi-lourds (-81Kg)    | Bastie Défaite RSC 3 | -                      | -                   | -                   | -                   |
| Olanrewaju Durodola | Poids lourds (-91Kg)       | NC                   | Acosta Défaite 0-11    | -                   | -                   | -                   |
| Onorede Ehwareme    | Poids super-lourds (+91Kg) | NC                   | Jaksto Défaite 1-11    | -                   | -                   | -                   |

### Football
| Hommes - David Abwo - Olubayo Adefemi - Dele Adeleye - Ebenezer Ajilore - Daniel Akpeyi - Efe Ambrose - Victor Anichebe - Onyekachi Apam - Emmanuel Ekpo - Ikechukwu Ezenwa - Promise Isaac - Monday James - Sani Kaita - Victor Obinna - Peter Odemwingie - Chinedu Ogbuke Obasi - Chibuzor Okonkwo - Solomon Okoronkwo - Bernard Okorowanta - Oladapu Olufemi - Ambruse Vanzekin | Femmes - Kikelomo Ajayi - Aladi Ayegba - Ifeanyi Chiejine - Rita Chikwelu - Lilian Cole - Precious Dede - Onome Ebi - Edith Eduviere - Maureen Eke - Efioanwan Ekpo - Christie George - Faith Ikidi - Tawa Ishola - Ulunma Jerome - Stella Mbachu - Sarah Michael - Perpetua Nkwocha - Tochukwu Oluehi - Oluwatosin Otubajo - Gift Otuwe - Cynthia Uwak - Ayisat Yusuf |

### Haltérophilie
| Hommes - 77 kg : - Felix Ekpo - 85 kg : - Benedict Uloko | Femmes - + 75 kg : - Mariam Usman |

### Lutte

#### Libre
Femmes
- 72 kg :
  - Amarachi Obiajunwa

### Natation
| Hommes - 50 m nage libre : - Yellow Yeiyah | Femmes - 50 m nage libre : - Ngozi Monu |

### Tennis de table
| Hommes - Simple : - Monday Merotohun (en) - Segun Toriola - Par équipes : - Monday Merotohun (en), Kazeem Nosiru (en) et Segun Toriola | Femmes - Simple : - Cecilia Otu Offiong (en) - Bose Kaffo - Par équipes : - Cecilia Otu Offiong (en), Funke Oshonaike et Bose Kaffo |

### Taekwondo
Hommes
- - 68 kg :
  - Isah Adam Mohammad
- + 80 kg :
  - Chika Yagazie Chukwumerije